# Eyerkeilturm

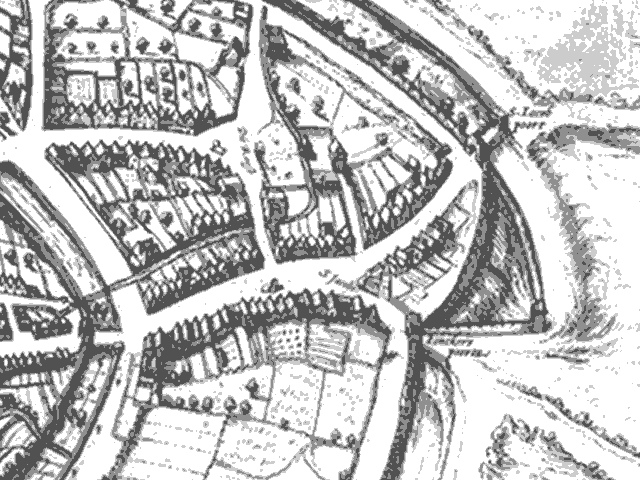
Historischer Stadtplan Aachens, Ausschnitt mit Eyerkeilturm an der Spitze der Lütticher Schanze

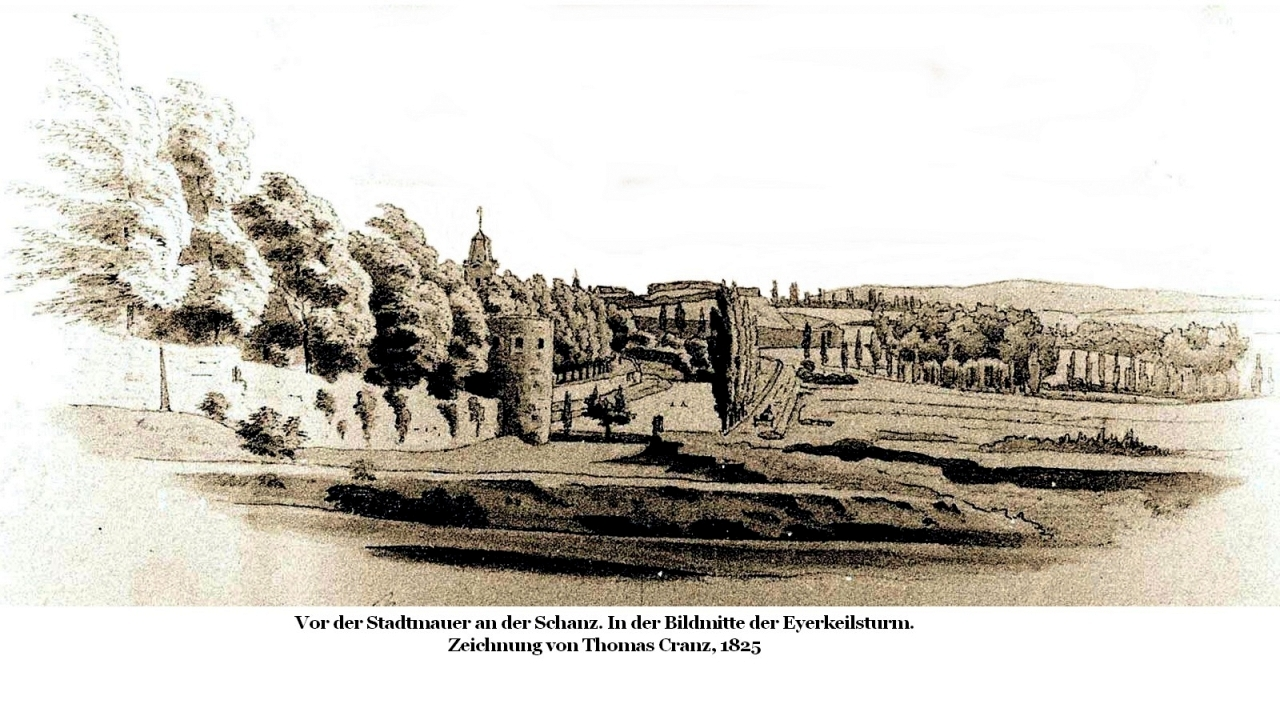
Alter Stich (Thomas Cranz) der Stadtmauer Aachen mit dem Eyerkeilturm in der Bildmitte

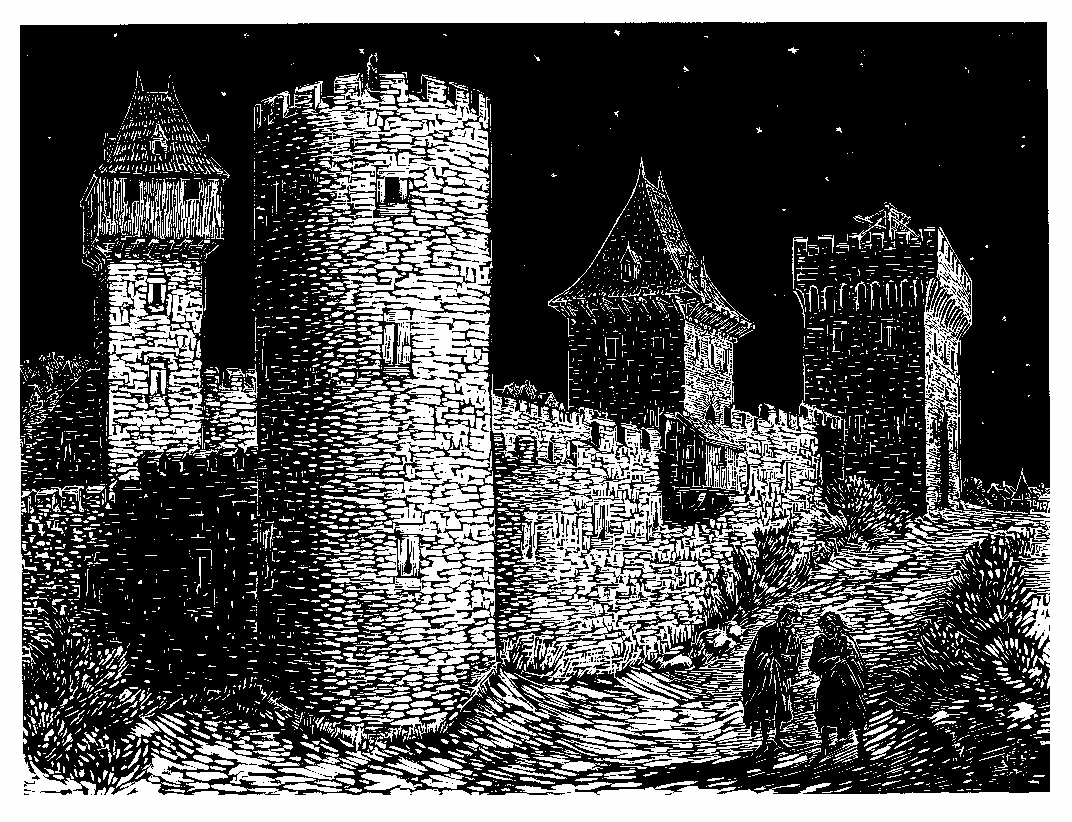
Jakobstor, Turm ohne Namen und Eyerkeilturm (vorne), Holzschnitt von Karl Josef Gollrad

Der Eyerkeilturm war ein Wehrturm der ca. 1300–1350 errichteten äußeren Stadtmauer der Stadt Aachen. Er ist nicht mehr erhalten.

## Lage
Der Eyerkeilturm war nicht Bestandteil des äußeren Mauerrings, sondern stand im Südwesten des Mauerrings an der Spitze der Zwingermauer der dreieckigen Lütticher Schanze zwischen Jakobstor und Junkerstor. Ihm gegenüber an dem Mauerring stand der Turm ohne Namen.

## Beschreibung
Der Eyerkeilturm war ein Rundturm und wurde daher oft auch einfach als „Runder Turm“ bezeichnet. Er hatte einen Durchmesser von etwa 12,50 m. Der Turm hatte zwei Obergeschosse, zu denen eine Wendeltreppe hinaufführt.
Das Erdgeschoss hatte Schießscharten für Bogen- und Armbrustschützen, die beiden Obergeschosse dagegen breitere Schießluken, die durch Holzklappen verschlossen werden konnten, für den Einsatz von Geschützen wie z. B. Ballisten.
Das Dach war flach und von einem Zinnenkranz umgeben, so dass auch von hier aus der Raum vor der Mauer und innerhalb der Zwingeranlage der Lütticher Schanze kontrolliert und beschossen werden konnte.
Durch seine Lage vor der Ringmauer diente der Eyerkeilturm auch als Unterstützung zur Verteidigung des Jakobstors und des Junkerstors.